# Río Apayacu
Der Río Apayacu ist ein etwa 210 km langer linker Nebenfluss des Amazonas im Nordosten von Peru in der Provinz Maynas der Region Loreto.

## Flusslauf
Der Río Apayacu entspringt im äußersten Nordwesten des Distrikts Las Amazonas auf einer Höhe von etwa 150 m. Er fließt anfangs 30 km in Richtung Ostsüdost, anschließend wendet er sich nach Osten. Ab Flusskilometer 125 fließt der Río Apayacu erneut in überwiegend ostsüdöstlicher Richtung und mündet schließlich bei der Siedlung Apayacu in den Amazonas. Der Río Apayacu weist ein stark mäandrierendes Verhalten mit unzähligen engen Flussschlingen und Altarmen auf.

## Einzugsgebiet
Der Río Apayacu entwässert eine Fläche von ungefähr 1800 km². Das Einzugsgebiet des Río Ampiyacu erstreckt sich über einen Großteil des nördlich des Amazonas gelegenen Areals des Distrikts Las Amazonas. Es grenzt im Süden an das des oberstrom gelegenen Amazonas, im Westen an das des Río Sucusari, im Norden an das des Río Algodón sowie im Osten an das des Río Ampiyacu.

## Ökologie
Das Gebiet besteht hauptsächlich aus tropischem Regenwald und Sumpfgebieten. Das Einzugsgebiet des Río Apayacu oberhalb von Flusskilometer 100 liegt in dem regionalen Schutzgebiet Ampiyacu Apayacu.